# Bourke
Pour les articles homonymes, voir Bourke (homonymie).
Bourke est une ville australienne située dans la zone d'administration locale du comté de Bourke, dont elle est le chef-lieu, en Nouvelle-Galles du Sud. 

## Géographie
Bourke est située à 800 km au nord-ouest de Sydney sur le Darling, elle est célèbre pour l'expression Back of Bourke qui désigne l'Outback australien. 
La plaine entourant la ville est utilisée pour l'élevage des moutons en dehors des zones irriguées situées près de la rivière où on cultive des arbres fruitiers et du coton.

## Histoire
Les premiers colons européens atteignent la région de Bourke dans les années 1820 et la ville créée est appelée Prattenville avant de prendre le nom de Richard Bourke, le gouverneur de l'État à cette époque.
Le chemin de fer atteint Bourke en 1885 et la ligne est fermée en 1989 après que des inondations ont causé de graves dommages à la voie.
En 1895, un coup de chaleur (avec des températures atteignant 47 °C) tue 47 personnes sur 13 jours.

## Démographie
La population s'élevait à 1 909 habitants en 2016, dont un tiers est d'origine aborigène.